# Neues Stadttor (Bergheim)
Das neue Stadttor der Künstlerin Magdalena Jetelová ist eine vier Meter hohe, moderne, massive Holzkonstruktion, die sich am Ende der Fußgängerzone der Kreisstadt Bergheim im Rhein-Erft-Kreis befindet. 

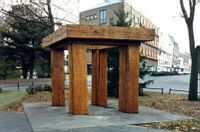
Das neue Stadttor der Künstlerin Magdalena Jetelová in Bergheim

## Baugeschichte und Architektur
Mit Mitteln der Kulturstiftung der Kreissparkasse Köln erwarb die Kreisstadt Bergheim im Jahr 1994 die Großskulptur am Ende der Fußgängerzone. Die Künstlerin Magdalena Jetelová gestaltete eine massive Holzkonstruktion, die nicht nur das Motiv eines Tores in moderner, stilisierter Form aufgreift, sondern zudem einen historischen Bezug zum Kölner Tor herstellt. Wie das Kölner Tor an der Erft einst den Abschluss der Stadt nach Osten markierte, so bildet die vier Meter hohe Holzskulptur an anderer Stelle den östlichen Abschluss der Fußgängerzone. Die vier Säulen des Tores hat Magdalena Jetelova aus riesigen Eichenstämmen geschnitten. Sie sind in einem spitzwinkligen Rhombus aufgestellt. Zwischen den vier Säulen befindet sich ein von dem Thorrer Kunstgießer Heinrich Waniek gefertigtes Relief, das den in Bronze gegossenen Grundriss der ummauerten Stadt Bergheim zeigt.